# 希臘土耳其人口互換
1923年希臘土耳其人口互換，源自希臘和土耳其政府在1923年1月30日于瑞士洛桑簽署的洛桑條約。至少160萬人（約120萬希臘正教徒，35－40萬在希臘穆斯林）被迫成为难民，也被剥夺了自己居住国的国籍。
最早提出人口互换请求的是希腊首相埃莱夫塞里奥斯·韦尼泽洛斯。在第一次世界大战前，他就曾计划过相关事宜，以解决两国关系的问题。1922年10月16日，韦尼泽洛斯在写给国际联盟的信中，他提出了一个“希腊土耳其人口强制互换”的方案，以请求弗里喬夫·南森（Fridtjof Nansen）做必要的安排。在希腊驱逐一小部分穆斯林出境的同时，土耳其新政权也设想过人口互换来作为一种正式的管道，以填补因为种族灭绝而人口锐减的东正教村落；而同时，希腊也希望把被驱逐的穆斯林的土地分配给无产的希腊正教流民。
这次重大的强制人口互换，或约定的双向人口驱逐，既不是基于语言，也不是基于民族，而是基于宗教认同。
1922年底，由于希土战争中希腊的失利，以及奥斯曼帝国对希腊正教徒的杀害，很多居住在小亚细亚的希腊人逃往了希腊。根據計算，在1922年秋有90萬希臘人來到希臘。而這一重大的強制人口交換或同意相互驅逐，不是建立在語言或種族上，而是宗教身份（涉及幾乎所有的土耳其東正教公民，包括其原生講土耳其語的東正教公民，大多數希臘公民，包括其原生講希臘語的希腊裔回教徒）。
堅持人口互換的原因是為實現民族國家的同質化和實現希土間的和平，但兩國交換人口也造成了土耳其的經濟損失（因離開的希臘人多從事跨國貿易和商業，或者是技工）。

## 延伸阅读
- Filippidou, A. (2020). "The Impact of Forced Top-Down Nation Building on Conflict Resolution: Lessons from the 1923 Compulsory Population Exchange between Greece and Turkey." Nationalities Papers, 48(1), 144–157
- Kostis, Kostas History's Spoiled Children The Story of Modern Greece, translated by Jacob Moe, Oxford: Oxford University Press, 2018, ISBN 9780190846411.
- Morack, Ellinor. . University of Bamberg Press. 2017. ISBN 978-3-86309-463-8 （英语）.

## 外部連結
- 维基共享资源上的相關多媒體資源：希臘土耳其人口互換
- 维基文库中的相關文獻：Convention Concerning the Exchange of Greek and Turkish Populations
- The Exchange of Populations: Greece and Turkey （页面存档备份，存于）

template:Segregation by type